# Carex eriocarpa
Carex eriocarpa là một loài thực vật có hoa trong họ Cói. Loài này được Hausskn. & Kük. mô tả khoa học đầu tiên năm 1904.